# オレンジ (とらドラ!のキャラクターソング)
『オレンジ』は、2009年1月28日にスターチャイルドから発売されたシングル。

## 概要
表題曲「オレンジ」はテレビアニメ『とらドラ!』の後期エンディングテーマとして使用された。また、歌は同作品のヒロイン役である釘宮理恵、堀江由衣、喜多村英梨の3人が担当している。カップリング曲の「恋クラゲ」は、WEBラジオ『とらドラジオ!』のオープニングテーマとして使用された。
シングルは、同じ3人が歌う前期オープニングテーマ『プレパレード』に続く2枚目のシングルとして、同シングルから約3か月を置いてリリースされた。また、同日に後期オープニングテーマ『silky heart』（歌は堀江由衣）のシングルも発売された。
2009年1月初旬頃からに発売告知のCMが流されていたが、実際に本編に使用されたのはリリース日（テレビ東京放送分）でもある第17話「クリスマスに水星は逆行する」からである（同日にてオープニングテーマも変更）。ジャケットは『とらドラ!』のキャラクターデザインを手がけた田中将賀の描き下ろし。2009年4月30日に発売された『とらドラ! キャラクターソングアルバム』には、表題曲のリミックスバージョンが収録されている。

## 批評
『CDジャーナル』は、「ロリータキュートな雰囲気で、キラキラした切ないシンセサウンド、四つ打ちダンスロックの組合せがファンタジーな曲」と批評した。
2019年3月1日には、ソニー・ミュージックエンタテインメントのアニメソング人気投票キャンペーン「平成アニソン大賞」において「選考員泣きの1曲」に選出された。

## 収録曲
1. オレンジ [4:38] 
作詞：渡邊亜希子 作曲：Funta3 編曲：橋本由香利
  - テレビアニメ『とらドラ!』エンディングテーマ
2. 恋クラゲ [3:26] 
作詞：森内優希 作曲・編曲：祖堅正慶
  - WEBラジオ『とらドラジオ!』オープニングテーマ
3. オレンジ （off Vocal Ver.）
4. 恋クラゲ （off Vocal Ver.）

## 演奏
オレンジ
- 橋本由香利：Programming
- 八橋義幸：Guitar

恋クラゲ
- 祖賀正慶：All Instruments

## 楽曲の収録アルバム
| 楽曲     | 発売日        | タイトル                             | 備考                                                                          |
| -------- | ------------- | ------------------------------------ | ----------------------------------------------------------------------------- |
| オレンジ | 2009年4月30日 | とらドラ! キャラクターソングアルバム | テレビアニメ『とらドラ!』のキャラクターソングアルバム。citrus mixとして収録。 |

## カバー
- オレンジ
  - Funta3ことFunta（作曲者） - 2013年にアルバム『Funta-stic!!』にてセルフカバーしている。
  - 榊原ゆい - 2016年6月21日発売のコンピレーション・アルバム『DivA Effect Project 2nd』に収録。
  - ハロー、ハッピーワールド!［弦巻こころ（伊藤美来）］ - 2021年3月7日にゲーム『バンドリ! ガールズバンドパーティ!』に追加収録[3]。